# Ján Figeľ

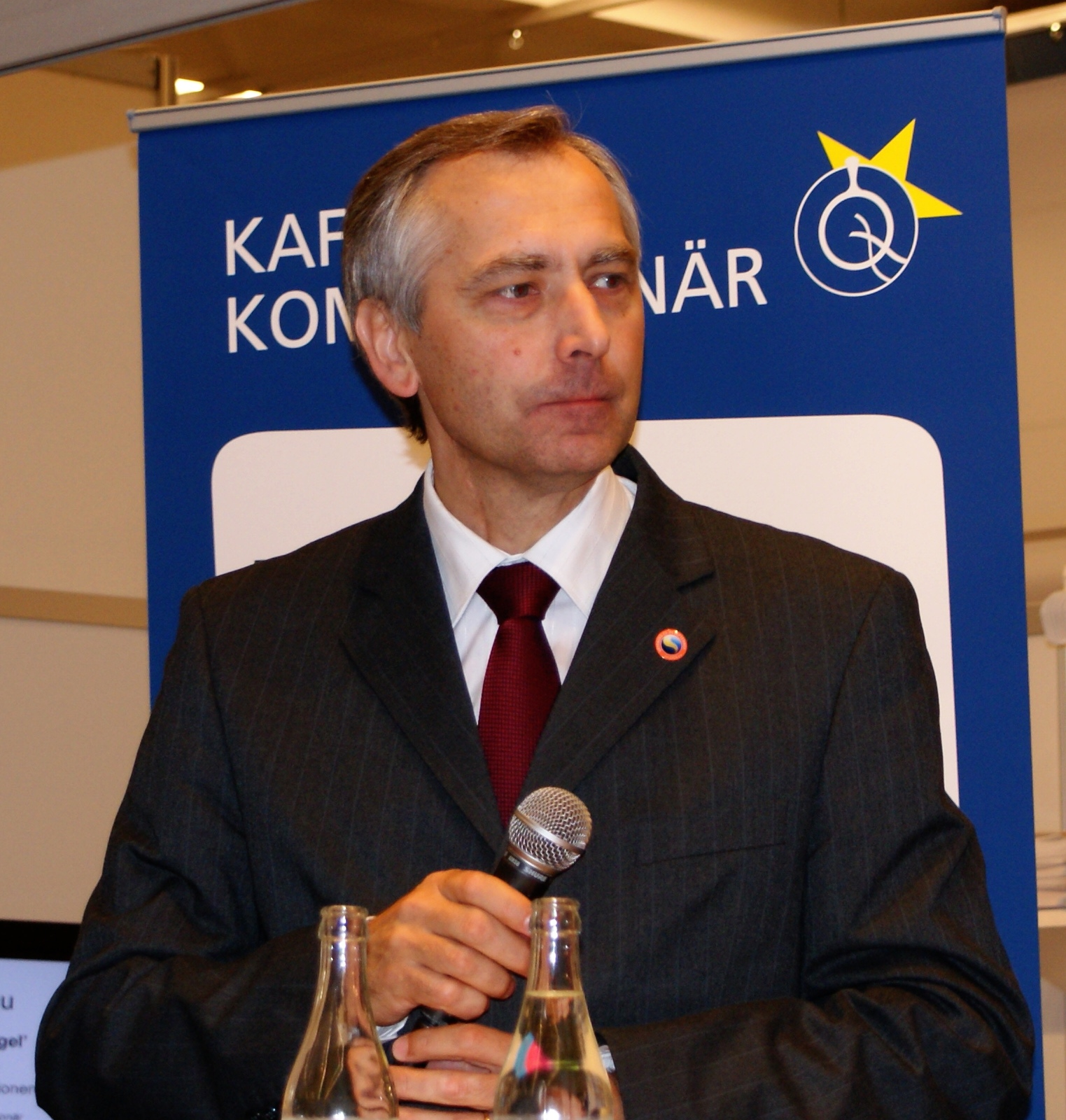
Ján Figeľ på Bok & Biblioteksmässan 2009.

Ján Figeľ, född 20 januari 1960, är en slovakisk politiker, tidigare EU-kommissionär och sedan 2009 ledare för konservativa partiet Kristdemokratiska rörelsen.
Figeľ var ledamot av Nationalrådet (parlamentet) 1992-1998 och 2002-2004. Han var statssekreterare vid utrikesministeriet 1998-2003 och ledde Slovakiens medlemsförhandlingar med Europeiska unionen. När Slovakien blev medlemmar i EU 1 maj 2004 blev Figeľ landets första kommissionär. Han tjänstgjorde en kort tid i Prodi-kommissionen och ansvarade för näringsliv och IT-frågor. När första Barroso-kommissionen tillträdde i november samma år tilldelades Figeľ ansvaret för utbildning, kultur, ungdom och flerspråkighet, vilket han själv uttryckt ett visst missnöje med. Efter Rumäniens anslutning till EU 2007 blev Leonard Orban kommissionär för flerspråkighet. Han avgick från sin kommissionärspost några månader innan Barroso-kommissionens avgång för att bli partiledare för kristdemokraterna.